# Canon de 90 mm modèle 1877
Die Canon de Bange de 90 mm (auch Canon modèle 1877) war ein Geschütz der französischen Artillerie im 19. und 20. Jahrhundert. Das Rohr war aus Stahl und mit einem Verschluss des Systeme de Bange ausgestattet. Sie war der Nachfolger der Canon Reffye de 85 mm und wurde durch die Canon de 75 mm modèle 1897 ersetzt. Ihr Einsatzzeitraum lag zwischen 1877 und 1944.

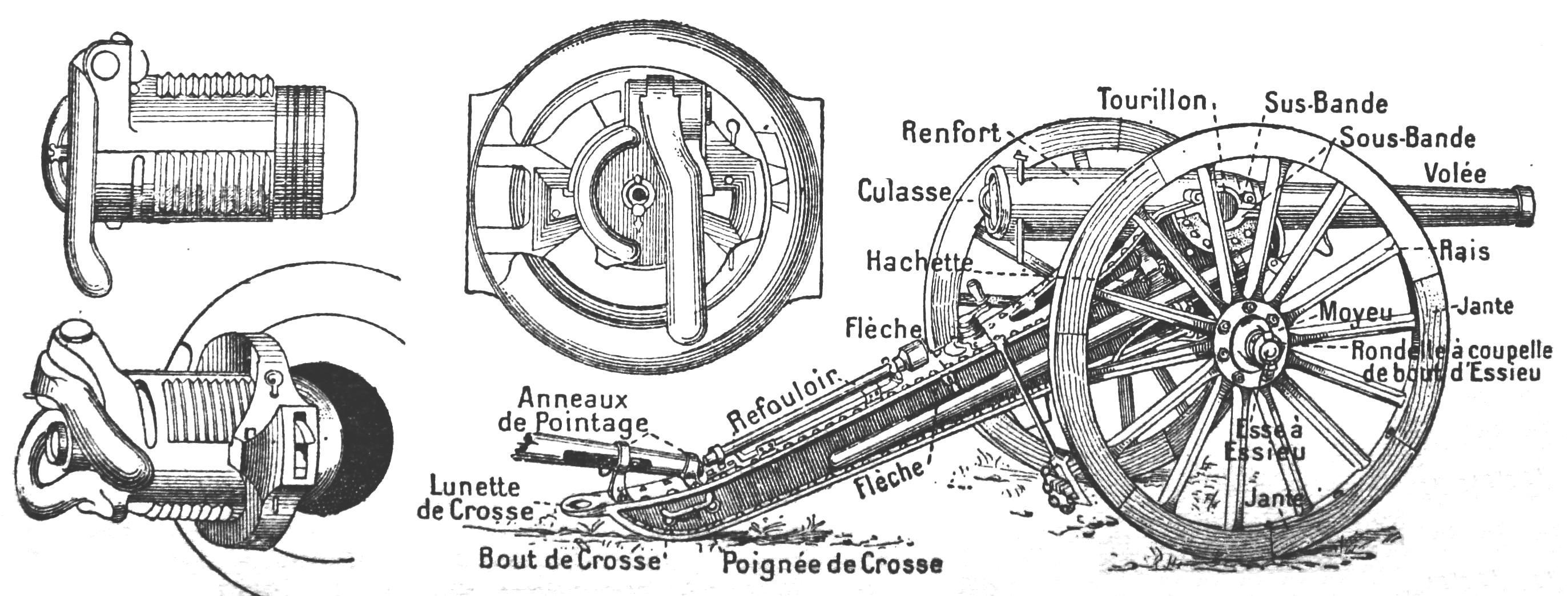
Système de Bange.

Hersteller war die Firma „Anciens Établissements Cail“ (Paris 18°). Es wurden 3994 Exemplare zu einem Stückpreis von etwa 3800 Goldfrancs hergestellt.
Bei Kriegsbeginn 1914 waren sie in der Hauptsache den Fußartillerieregimentern zugeteilt, wurden aber auch von der Feldartillerie eingesetzt.

## Konzept
Ihr Entwickler Charles Valérand Ragon de Bange war ein Polytechniker, Colonel der Artillerie und Direktor des „Atelier-de-précision“ des „Dépôt central“ in Paris.
Das System hatte als erstes einen gasdichten Schraubenverschluss, der so bis heute verwendet wird. Der Verschluss erlaubte einen ungleich besseren Einsatz als es bis dahin möglich gewesen war. Die bisherigen Systeme krankten daran, dass aus dem Verschluss Gase und Flammen austraten, was nicht nur die Kanoniere gefährdete, sondern auch zu einem unbefriedigenden Leistungsverlust führte. Durch den fehlenden Rohrrücklauf und das dadurch eventuell notwendige neue Einrichten nach jedem Schuss war jedoch ein wirksames Schnellfeuer nicht möglich. Dieses Manko konnte erst mit der Einführung des Nachfolgemodells Canon de 75 mm modèle 1897 behoben werden.
Diese Waffensystem hatte seine Sternstunden in den Kolonialkriegen, wurde allerdings auch massiv im Ersten Weltkrieg eingesetzt. Letzteres war durch den großen Bedarf an Geschützmaterial bedingt. Die Höhenrichtung erfolgte über eine Handkurbel, die auf ein Schneckengetriebe wirkte. Die Festungs/Belagerungslafette wurde dann mit einem hydraulischen Rücklaufsystem Mle. 1883 ausgestattet.

### Einsatzländer
Frankreich
 Vereinigtes Königreich
 Finnland

## Weitere Technische Daten
Kaliber der Felder: 90 mm
Kaliber der Züge: 91 mm
Lafette:
Feldgeschützlafette Mle 1878
Festungs/Belagerungslafette Mle 1880
Gesamtlänge mit Feldgeschützlafette: 4,75 m
Gesamtlänge mit Festungs/Belagerungslafette: 5,4 m
- Verschluss

Gesamtlänge: 146 mm
Gewindelänge: 88 mm
Durchmesser in der Gewindetiefe: 102,5 mm
Außendurchmesser des Gewindes: 110 mm
Verschlussgewicht: 16,42 kg
- Gewichte

Gewicht der Feldgeschützlafette: 680 kg
Gewicht der Festungslafette mit Rädern M 95: 1118 kg
Gewicht der Festungslafette mit Rädern „Arbel“: 1226 kg
Gewicht in Feuerstellung mit Feldgeschützlafette: 1210 kg
Gewicht in Feuerstellung Festungslafette mit Rädern M 95: 1648 kg
Gewicht in Feuerstellung Festungslafette mit Rädern „Systéme Arbel“: 1756 kg
Rohrgewicht: 530 kg
- Spurbreite

Feldgeschützlafette: 1,525 m
Festungslafette mit Rädern M 95: 1,545 m
Festungslafette mit Rädern „Systéme Arbel“: 1,6 m
- Azimut

81° (alle Lafetten)

- Munition

Sprenggranate
Gewicht: 7,95 kg
Pulverladung: 0,280 kg Pulver Mc30 oder 0,350 kg Melinit
Schrapnell
Gewicht: 8,165 kg
Pulverladung: 0,130 kg Pulver F1 oder F3
160 Kugeln zu je 15 Gramm
Kartätsche
Gewicht: 7,8 kg
123 Bleikugeln

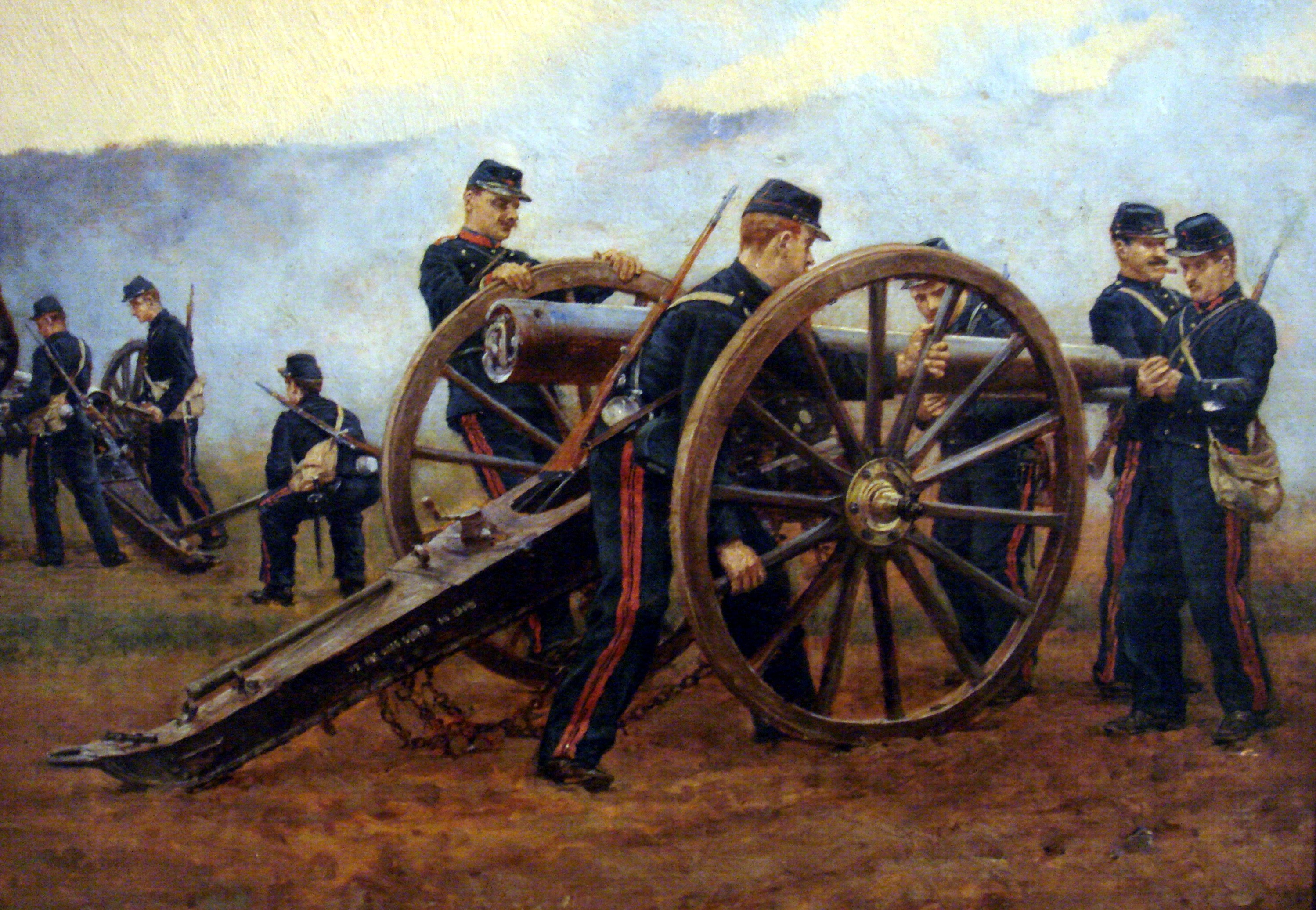
Geschütz im Einsatz 1898. Gemälde von Étienne-Prosper Berne-Bellecour.
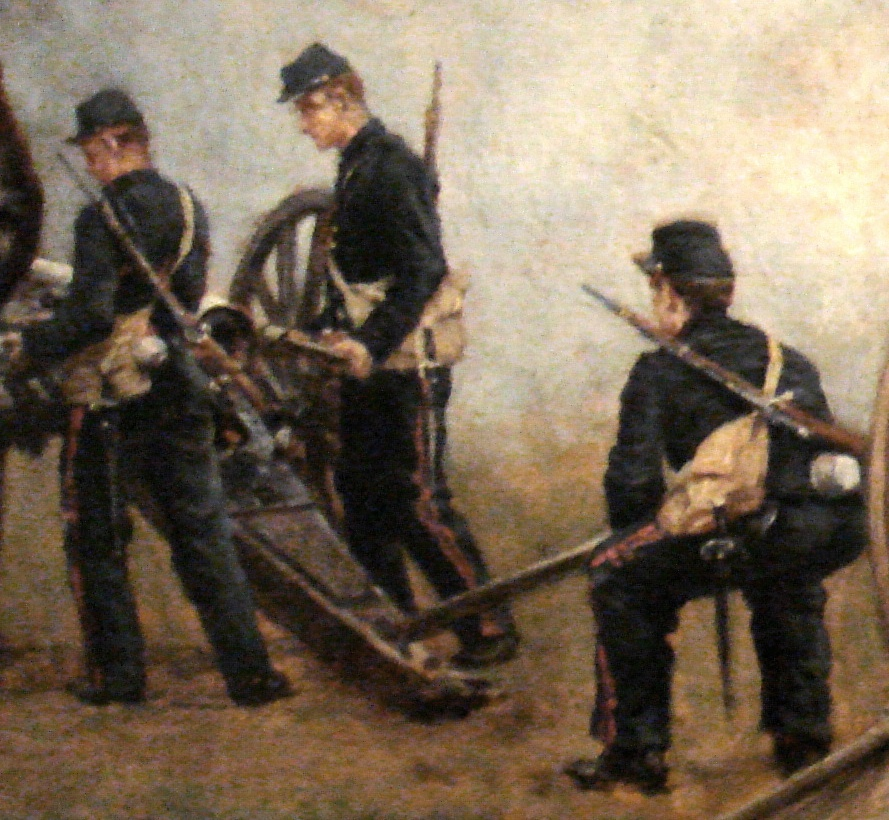
Umsetzen eines Geschützes (1898). Gemälde von Étienne-Prosper Berne-Bellecour.
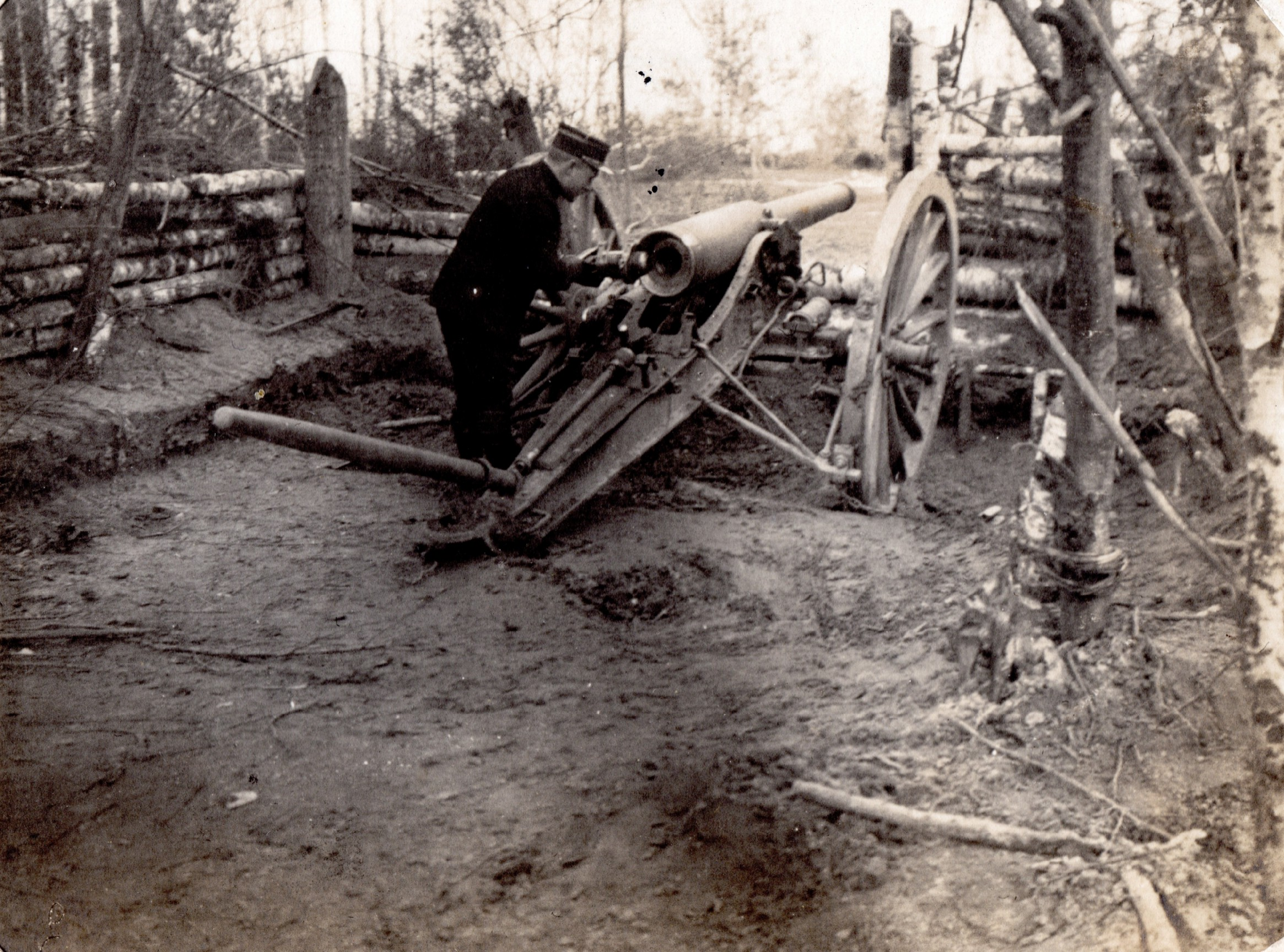
Canon de 90 de Bange des 43e RAC, Gernicourt (Aisne), Januar 1915
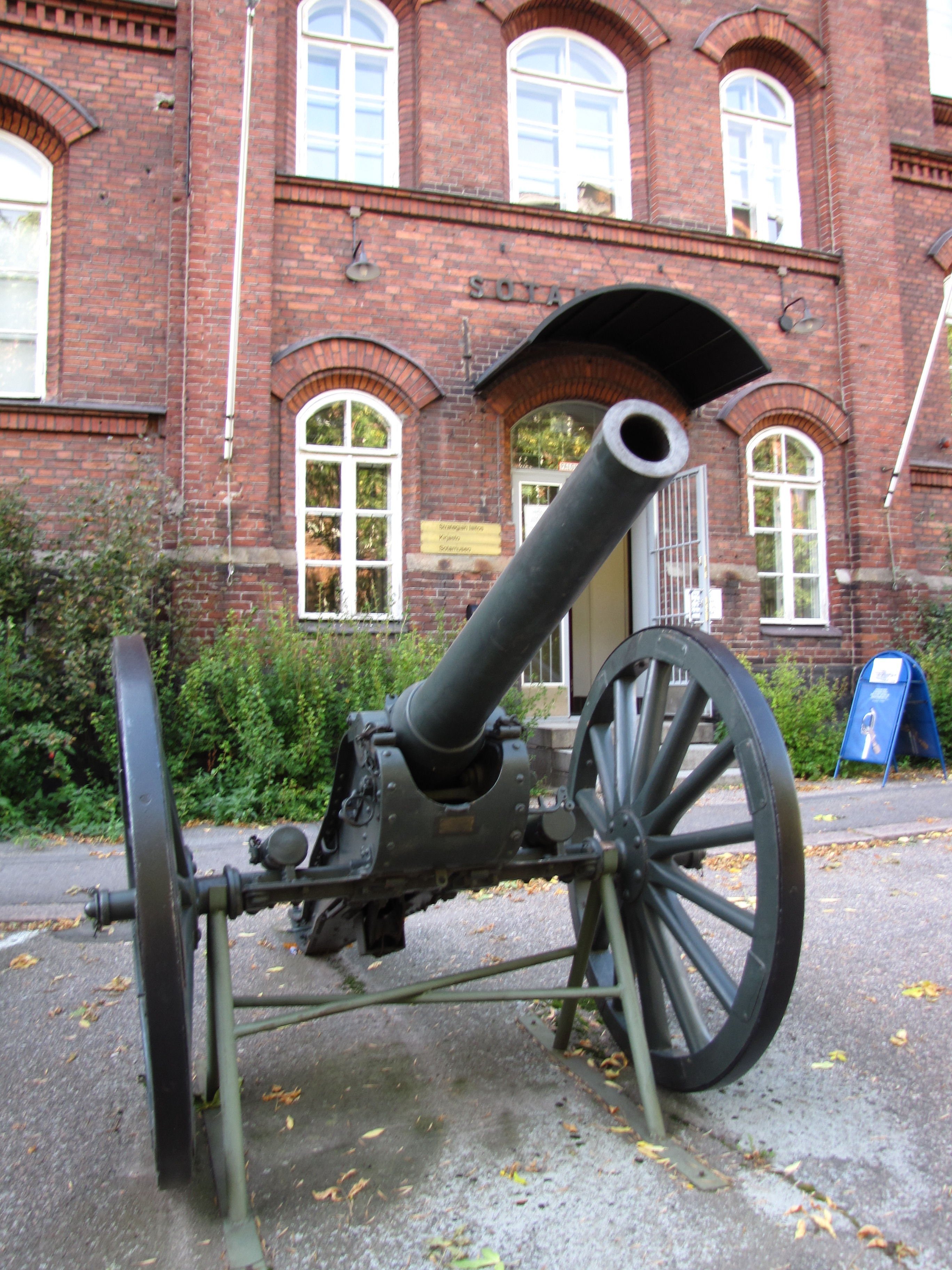
Ausstellungsstück in einem Militärmuseum in Finnland.
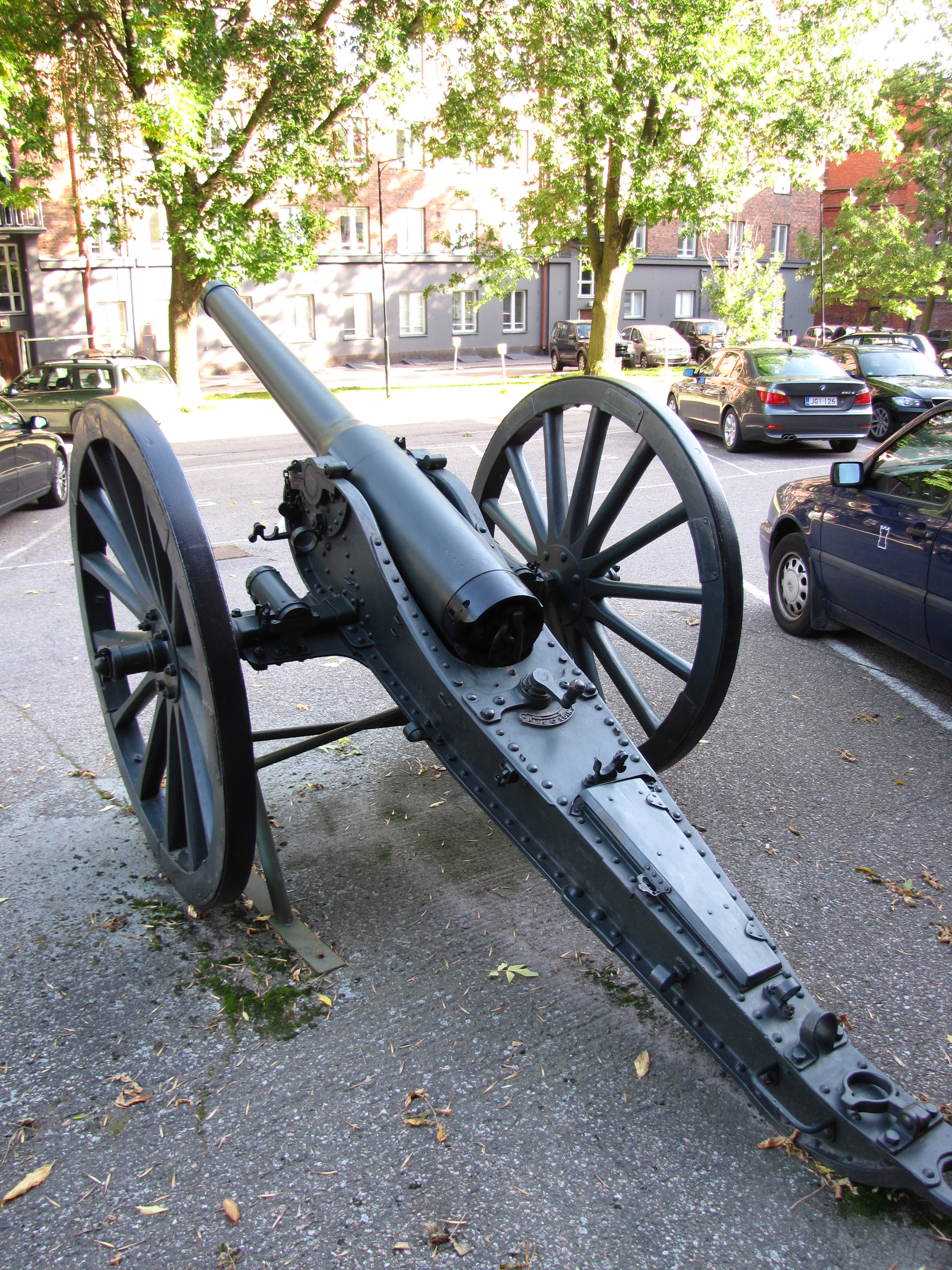
Ausstellungsstück in einem Militärmuseum in Finnland.
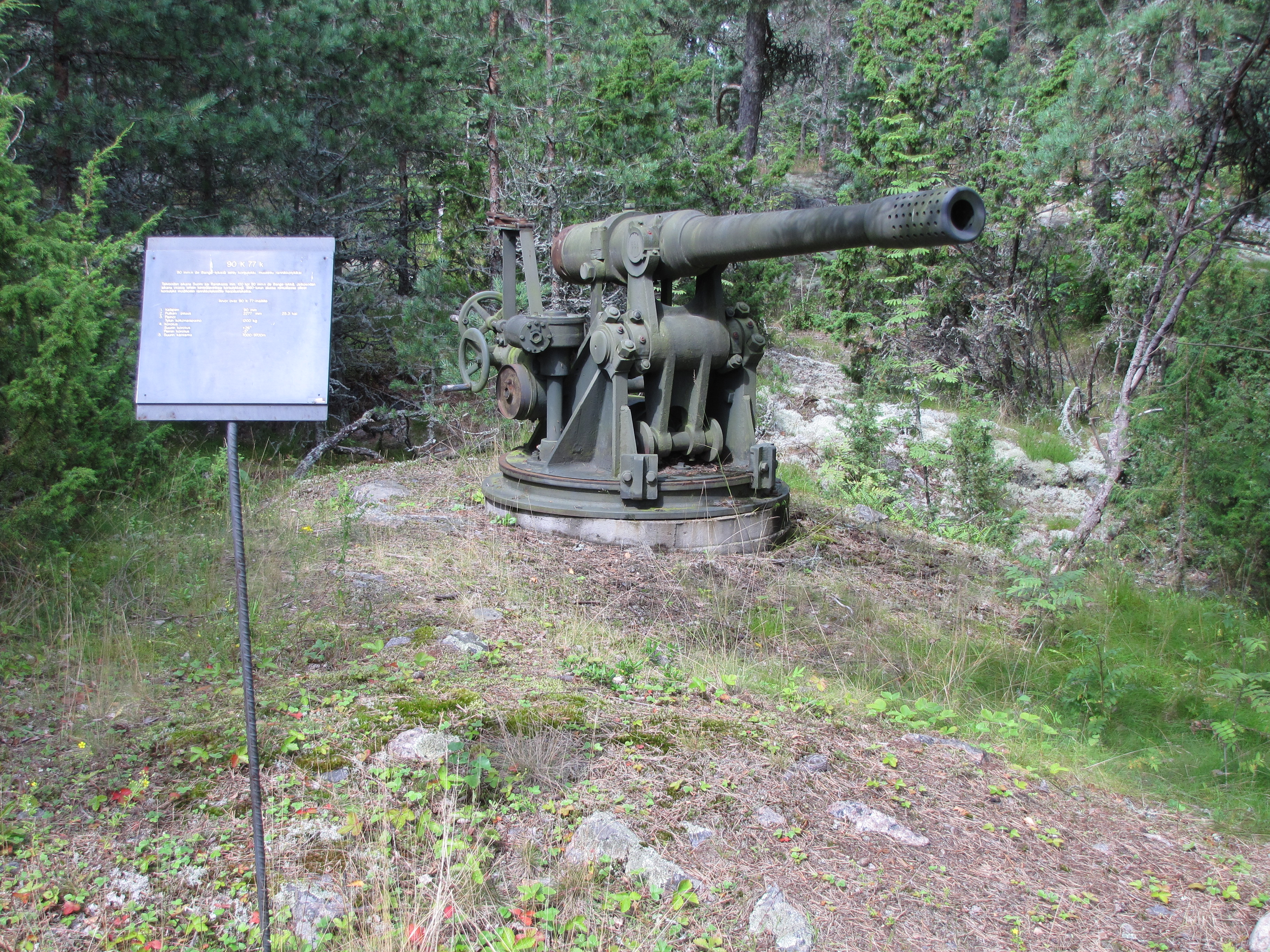
Modifiziertes Geschütz im Zweiten Weltkrieg in Finnland.

## Weitere Geschütze mit dem Verschluss des Systems de Bange
- Canon de 80 modèle 1877: 80-mm-Gebirgsgeschütz
- Canon de 120 mm L modèle 1878: 120-mm-Feld- und Belagerungsgeschütz
- Canon de 155 mm L modèle 1877: 155-mm-Belagerungsgeschütz
- Mortier de Bange de 220: 220-mm-Belagerungsgeschütz (1880)
- Canon de 240 mm modèle 1884: 240-mm-Küsten- und Belagerungsgeschütz
- Mortier de 270 modèle 1885: 270-mm-Küsten- und Belagerungsgeschütz
- Mortier de 270 modèle 1889: 270-mm-Küsten- und Belagerungsgeschütz